# Reginald Tower
Reginald Thomas Tower, född den 1 september 1860, död den 21 januari 1939, var en brittisk diplomat.
Tower ingick 1885 på diplomatbanan, blev 1901 minister och generalkonsul i Siam, var minister i München och Stuttgart 1903-06, i Mexiko 1906-10 och i Buenos Aires 1910-19 (samtidigt i Paraguay 1911-19) samt var 1919-20 den förste (temporäre) styresmannen i den från Tyskland genom Versaillesfreden avskilda och under Nationernas förbunds skydd ställda fria staden Danzig.